# 439 Ohio
A 439 Ohio (ideiglenes jelöléssel 1898 EB) a Naprendszer kisbolygóövében található aszteroida. Edwin Foster Coddington fedezte fel 1898. október 13-án.